# Liste des amphibiens de Grande-Bretagne
Voici une liste des amphibiens de Grande-Bretagne. Il y a sept espèces d'amphibiens originaires de Grande-Bretagne, de même qu'un certain nombre d' espèces naturalisées. Les indigènes comprennent trois tritons, deux crapauds et deux grenouilles.

## Statuts de la liste rouge de l'UICN
Les statuts de conservation utilisés par la liste rouge de l'UICN mondiale sont :
| (EX) | Éteint                  | Il n'y a pas le moindre doute sur le fait que le dernier spécimen recensé est mort.                                                                   |
| (EW) | Éteint à l'état sauvage | L'espèce est connue uniquement en captivité ou en tant que population naturalisée bien en dehors de son ancienne aire de répartition.                 |
| (CR) | En danger critique      | L'espèce risque prochainement de s'éteindre à l'état sauvage.                                                                                         |
| (EN) | En danger               | L'espèce fait face à un très gros risque d'extinction à l'état sauvage.                                                                               |
| (VU) | Vulnérable              | L'espèce fait face à un gros risque d'extinction à l'état sauvage.                                                                                    |
| (NT) | Quasi menacé            | L'espèce ne satisfait pas un ou plusieurs des critères prévus qui permettraient de la catégoriser, mais pourrait risquer de s'éteindre dans le futur. |
| (LC) | Préoccupation mineure   | Il n'y a pas de risque identifiable pour l'espèce. |
| (DD) | Données insuffisantes   | Il n'y a pas d'information adéquate qui permettraient de faire une évaluation des risques pour cette espèce.                                          |

## Pleurodelinae
Triton crêté Triturus cristatus 
triton ponctué Lissotriton vulgaris 
Triton palmé Lissotriton helveticus 

## Bufonidae
Crapaud commun Bufo bufo 
Crapaud calamite Epidalea calamita 

## Ranidae
Grenouille rousse Rana temporaria 
Petite grenouille verte Pelophylax lessonae 

## Naturalisationet Espèce échappée
- Salamandres et tritons
  - salamandre tachetée (Salamandra salamandra) — s'est reproduite au moins une fois[réf. nécessaire]
  - Triton alpestre (Triturus alpestris) (naturalisée)[2]
  - Triturus carnifex (Triturus (cristatus) carnifex)[réf. nécessaire]
- Crapauds
  - Alyte accoucheur (Alytes obstetricans) (naturalisée)[réf. nécessaire]
  - Sonneur à ventre jaune (Bombina variegata) (naturalisée)[réf. nécessaire]
- Grenouilles
  - Painted Frog (Discoglossus pictus) — s'est reproduite au moins une fois[réf. nécessaire]
  - Rainette verte (Hyla arborea)[3]
  - Rainette de White (Litoria caerulea) — s'est reproduite au moins une fois[réf. nécessaire]
  - Grenouille rieuse (Rana ridibunda) (naturalisée)[réf. nécessaire]
  - Pelophylax kl. esculentus (Rana esculenta) (naturalisée)[réf. nécessaire]
  - Ouaouaron (Rana catesbeiana) — élevé avec succès[4]
  - African Clawed Frog (Toad) (Xenopus)[réf. nécessaire]